# ديد ريسنج (فلم)
ديد ريسنج (بالإنجليزية: Dead Rising: Watchtower) هو فيلم حركة ورعب تم إنتاجه في الولايات المتحدة وصدر سنة 2015 بطولة جيسي متكالف وميجان أوري ودنيس هايسبيرت وفيرجينيا مادسن.

## القصة
مجموعة أشخاص يحاولون النجاة من الموتى الأحياء داخل مدينة موبوءة.

## وصلات خارجية
- ديد ريسنج على موقع IMDb (الإنجليزية)
- ديد ريسنج على موقع روتن توميتوز (الإنجليزية)
- ديد ريسنج على موقع نتفليكس (الإنجليزية)
- ديد ريسنج على موقع ألو سيني (الفرنسية)
- ديد ريسنج على موقع أول موفي (الإنجليزية)
- ديد ريسنج على موقع فيلمافينيتي (الإسبانية)
- ديد ريسنج على موقع قاعدة بيانات الفيلم (الإنجليزية)
- ديد ريسنج على موقع ليتربوكسد (الإنجليزية)
- ديد ريسنج على موقع كينوبويسك (الروسية)